# Großer Briesensee
Großer Briesensee este o arie protejată (arie specială de conservare — SAC, sit de importanță comunitară — SCI) din Germania întinsă pe o suprafață de 115,49 ha, integral pe uscat.

## Localizare
Centrul sitului Großer Briesensee este situat la coordonatele 53°08′35″N 13°39′36″E / 53.1431°N 13.66°E.

## Înființare
Situl Großer Briesensee a fost declarat sit de importanță comunitară în februarie 1999 pentru a proteja 1 specie de animale. Situl a fost protejat și ca arie specială de conservare în octombrie 1990.

## Biodiversitate
Situată în ecoregiunea continentală, aria protejată conține 6 habitate naturale: Lacuri eutrofice naturale cu vegetație de tip Magnopotamion sau Hydrocharition, Pajiști cu Molinia pe soluri calcaroase, turboase sau argilos-nămoloase (Molinion caeruleae), Mlaștini turboase de tranziție și turbării mișcătoare, Depresiuni pe substraturi de turbă de Rhynchosporion, Mlaștini calcaroase cu Cladium mariscus și specii de Caricion davallianae, Mlaștini împădurite.
La baza desemnării sitului se află o specie protejată de  nevertebrate: libelule (Leucorrhinia pectoralis).